# چال تلخان
تپه ساسانی چال تلخان در ۵ کیلومتری جنوب غربی ری واقع شده؛ که بقایای کاخهای ساسانی است.
ضمن حفاریهای انجام شده گچ بریها و نقوش برجسته و ستونهای سترگ با تزئینات گچبری بدست آمده که نمونه‌های مهمتر آنها در موزه ایران باستان زینت بخش غرفه عهد ساسانیان می‌باشد و در میان آنها نقش بهرام و آزاده که بر شتر سوار هستند و در شکارگاه به صید آهوان مشغول بوده و بهرام سم و گوش آهویی را با پیکان بهم دوخته و آزاده چنگ می‌نوازد دیده می‌شود. این اثر در تاریخ ۳۰ خرداد ۱۳۱۵ با شمارهٔ ثبت ۲۵۵ به‌عنوان یکی از آثار ملی ایران به ثبت رسیده است.